# Mebyon Kernow
Mebyon Kernow - El Partido de Cornualles (en córnico: Hijos de Cornualles) es un partido político nacionalista córnico formado en 1951. Fue favorable a la salida de Cornualles del Reino Unido.

## Ideología
Mebyon Kernow apoya mayor autonomía para Cornualles, por ejemplo a través de la fundación de un parlamento córnico. Aboga por el reconocimiento de Cornualles como una nación separada, de una manera similar a Gales y Escocia, y no como lo que es ahora, un condado de Inglaterra. 
Así mismo, el partido es ecologista y ha presentado un Acuerdo Nuevo Verde por Cornualles. El partido apoya la inclusión de 'córnico' en la pregunta de nacionalidad en el censo británico de 2021.

## Resultados electorales

### Elecciones al Parlamento del Reino Unido
| Comicios           | # de votos | % de votos | Escaños (en Cornualles) |
| ------------------ | ---------- | ---------- | ----------------------- |
| Elecciones de 2019 | 1 660      | 0,5%       | 0/6                     |

### Elecciones al Concejo Municipal de Cornualles
| Comicios           | # de votos | % de votos | Escaños |
| ------------------ | ---------- | ---------- | ------- |
| Elecciones de 2009 | 7 290      | 4,3%       | 3/123   |
| Elecciones de 2013 | 6 824      | 4,9%       | 4/123   |
| Elecciones de 2017 | 5 555      | 3,3%       | 4/123   |
| Elecciones de 2021 | 8 897      | 5,0%       | 5/87    |